# فعالية تيري فوكس للجري
سباق تيري فوكس هو حدث خيري غير تنافسي سنوي يقام في جميع أنحاء العالم لجمع الأموال لأبحاث السرطان لإحياء ذكرى ناشط السرطان الكندي تيري فوكس وماراثون الأمل.
أسس هذا الحدث في عام 1981 من قبل إيزادور شارب، الذي اتصل بتيري في المستشفى عبر برقية وأعرب عن رغبته في إقامة سباق سنوي باسم تيري لجمع الأموال لأبحاث السرطان. لقد فقد شارب ابنه بسبب السرطان في عام 1979. يقام هذا الحدث كل عام في الأحد الثاني بعد عيد العمال. منذ إنشائها، جمعت عبر "مؤسسة تيري فوكس" أكثر من 750 مليون دولار كندي. السباق غير رسمي، مما يعني أن المسافة تختلف غالبًا، وعادة ما تكون بين 5 و15 كيلومترًا؛ وتعتبر المشاركة أكثر أهمية من إكمال المسافة المحددة. هناك أيضًا مسارات أُنشئت بواسطة المدارس من جميع المستويات، وغالبًا ما تكون مسافاتها أقصر من المسافات "الرسمية".
لا يوجد أي رعاية من أي شركة لسباق تيري فوكس، وذلك وفقًا لرغبات تيري فوكس الأصلية بعدم السعي إلى الشهرة أو الثروة من مساعيه. خلال حملته الانتخابية في مختلف أنحاء كندا، رفض كل الدعم الذي عُرض عليه (بما في ذلك من الشركات المتعددة الجنسيات مثل ماكدونالدز)، لأنه شعر أن ذلك من شأنه أن يقلل من هدفه المتمثل في خلق الوعي العام. لا توضع أي إعلانات لسباق تيري فوكس على أي مواد مرتبطة بالسباق (مثل القمصان واللافتات وما إلى ذلك).

## تاريخ
تأسست مؤسسة تيري فوكس في عام 1988 بعد انفصالها عن الجمعية الكندية للسرطان ‏. منذ إنشائها، جمعت مؤسسة تيري فوكس أكثر من 800 مليون دولار لأبحاث السرطان. في الوقت الحالي، تقام فعاليات تيري فوكس كل عام بمشاركة العديد من المشاركين من جميع أنحاء العالم. السباق هو حدث شامل غير تنافسي بقيادة متطوعين، ولا يتطلب أي رعاية من الشركات أو حوافز أو حد أدنى لجمع التبرعات. وقد وضع فوكس هذه الرغبات قبل وفاته في عام 1981.
أنشأت مؤسسة تيري فوكس في عام 2007 معهد تيري فوكس للأبحاث لإجراء أبحاث عابرة للحدود الوطنية لتحسين النتائج بشكل كبير لمرضى السرطان. في السنة المالية المنتهية في 31 مارس 2013، خصصت مؤسسة تيري فوكس 27.7 مليون دولار لبرامج أبحاث السرطان الخاصة بها.
كما توسعت مؤسسة تيري فوكس إلى ما هو أبعد من السباق التقليدي، من خلال تنظيم العديد من الفعاليات الأخرى. تتضمن هذه الأحداث اليوم الوطني لركض المدارس، حيث تقيم المدارس في جميع أنحاء كندا سباقًا لإحياء ذكرى فوكس وجمع الأموال، و"قص الشعر الكندي العظيم"، وهو حدث لجمع التبرعات يمكن أن يقام في أي وقت من السنة. يتمكن المشاركون من جعل الحدث إبداعيًا بقدر ما يريدون - حلق رؤوسهم، وصبغ شعرهم بلون غريب، وإضافة شمع الساق الرجالي، وتجنيد الأصدقاء لحلاقة رؤوسهم أيضًا.

### الظهور الأول حسب البلد
- كندا - 13 سبتمبر 1981، في 760 موقعًا
- كوبا - 1998. في عام 2005، استخدم أكثر من 1.9 مليون شخص 3600 موقعًا. وفي عام 2006، بلغ عدد المشاركين نحو 2.6 مليون. أقيم السباق العاشر في عام 2007 بمشاركة 4652 موقعاً و2.267 مليون عداء.
- الولايات المتحدة - 1990 في بانجور، مين.
- فنزويلا - 1998 في Colegio Internactional de Caracas.
- بلغاريا - 2013 و2017 في المدرسة الأنجلو أمريكية في صوفيا.
- كرواتيا - 2000.[7][8]
- المجر - 1999، انتهت في 2005.
- بولندا - 2006.[9]
- البرتغال - 1994.[10]
- اسبانيا - 2017.
- عُمان - 2008.[11]
- سوريا - 1991، انتهت بعد عام 2010 بالحرب الأهلية.
- أستراليا - سبتمبر 1988 في بريسبان (إرث من معرض إكسبو 88) جمع 22000 دولار أسترالي.
- الصين - 1998.
- هونج كونج - 2013.
- ماليزيا - أوائل التسعينيات في كوالالمبور.[12][13]
- نيوزيلندا - 2023 في كل من أوكلاند وكرايستشيرش.[14]
- الفلبين - 2001 في مدينة سيبو.[15]
- تايوان - 2001 في مدينة تايبيه.
- تايلاند - 1995 في بانكوك.[16]
- فيتنام - 1996 في مدينة هوشي منه. في عام 2014، استقطب الحدث حوالي 16500 مشارك، وضمت لجنة التنظيم غرفة التجارة الكندية في فيتنام.[17]